# Бојс Таун (Небраска)
Бојс Таун (енгл. Boys Town) град је у америчкој савезној држави Небраска.

## Демографија
По попису из 2010. године број становника је 745, што је 73 (-8,9%) становника мање него 2000. године.
| Група             | 2000.       | 2010.       |
| Белци             | 524 (64,1%) | 433 (58,1%) |
| Афроамериканци    | 173 (21,1%) | 195 (26,2%) |
| Азијати           | 4 (0,5%)    | 3 (0,4%)    |
| Хиспаноамериканци | 62 (7,6%)   | 75 (10,1%)  |
| Укупно            | 818         | 745         |